# Director of the National Security Agency
Der Director of the National Security Agency (DIRNSA) ist ein Regierungsbeamter der Vereinigten Staaten von Amerika und Leiter des US-Nachrichtendienstes National Security Agency (NSA), Chief of the Central Security Service sowie Commander of the United States Cyber Command (seit 2010).

## Voraussetzungen zur Ernennung
Da der DIRNSA mit dem United States Cyber Command auch eine militärische Einrichtung leitet, muss dieser ein Offizier der Streitkräfte der Vereinigten Staaten von Amerika sein. Meist wird hierzu ein Lieutenant General (Lt Gen bzw. LTG, „3-Sterne-General“; deutsch Generalleutnant) oder Vice Admiral (VADM; deutsch Vizeadmiral) eingesetzt. Der bisher einzige DIRNSA, der bei seiner Ernennung keinen der vorgenannten Dienstgrade innehatte, war Major General (Maj Gen; deutsch Generalmajor) – und damit ein Rang unter Lieutenant General – Ralph J. Canine, der erste Direktor der NSA. Viele Direktoren der NSA werden im Amt jedoch zum 4-Sterne-General bzw. zum Admiral befördert.
In der Regel schlägt der Verteidigungsminister einen Kandidaten vor. Der Präsident ernennt bzw. nominiert den potentiellen neuen DIRNSA, wobei der Kandidat nicht zwingend vom Verteidigungsminister vorgeschlagen werden muss, der Präsident ist in dieser Hinsicht souverän. Der US-Senat muss die Nominierung durch eine einfache Mehrheit bestätigen.

## Aufgaben
Aufgabe des DIRNSA ist die operative sowie administrative Kontrolle sowie Koordination sämtlicher Aktivitäten der National Security Agency.
In der Vergangenheit berichtete der DIRNSA an den Director of National Intelligence (DNI). Durch Direktive des Verteidigungsministers (Secretary of Defence, SecDef) wurde er diesem direkt bzw. einem seiner Stellvertreter (Under Secretary of Defense for Intelligence, USD(I)) unterstellt.

## Bisherige Direktoren
Bisherige Direktoren der National Security Agency waren:
|     |      |                                     |                         | Leben | Leben |              | Amtszeit | Amtszeit |
| Nr. | Rang | Bezeichnung                         | Name                    | *     | †     | Streitkräfte | von      | bis      |
| --- | ---- | ----------------------------------- | ----------------------- | ----- | ----- | ------------ | -------- | -------- |
| 1   |      | Major General                       | Ralph J. Canine         | 1895  | 1969  | USA          | 1952     | 1956     |
| 2   |      | Lieutenant General                  | John A. Samford         | 1905  | 1968  | USAF         | 1956     | 1960     |
| 3   |      | Vice Admiral                        | Laurence H. Frost       | 1902  | 1977  | USN          | 1960     | 1962     |
| 4   |      | Lieutenant General                  | Gordon A. Blake         | 1910  | 1997  | USAF         | 1962     | 1965     |
| 5   |      | Lieutenant General                  | Marshall S. Carter      | 1909  | 1993  | USA          | 1965     | 1969     |
| 6   |      | Vice Admiral, später Admiral        | Noel A. M. Gayler       | 1913  | 2011  | USN          | 1969     | 1972     |
| 7   |      | Lieutenant General, später General  | Samuel Cochran Phillips | 1929  | 1990  | USAF         | 1972     | 1973     |
| 8   |      | Lieutenant General, später General  | Lew Allen Jr.           | 1925  | 2010  | USAF         | 1973     | 1977     |
| 9   |      | Vice Admiral, später Admiral        | Bobby Ray Inman         | 1931  |       | USN          | 1977     | 1981     |
| 10  |      | Lieutenant General                  | Lincoln D. Faurer       | 1928  | 2014  | USAF         | 1981     | 1985     |
| 11  |      | Lieutenant General                  | William E. Odom         | 1932  | 2008  | USA          | 1985     | 1988     |
| 12  |      | Vice Admiral                        | William O. Studeman     | 1940  |       | USN          | 1988     | 1992     |
| 13  |      | Vice Admiral                        | John Michael McConnell  | 1943  |       | USN          | 1992     | 1996     |
| 14  |      | Lieutenant General                  | Kenneth A. Minihan      | 1934  |       | USAF         | 1996     | 1999     |
| 15  |      | Lieutenant General                  | Michael V. Hayden       | 1945  |       | USAF         | 1999     | 2005     |
| 16  |      | Lieutenant General, ab 2010 General | Keith B. Alexander      | 1951  |       | USA          | 2005     | 2014     |
| 17  |      | Admiral                             | Michael S. Rogers       | 1959  |       | USN          | 2014     | 2018     |
| 18  |      | General                             | Paul M. Nakasone        | 1963  |       | USA          | 2018     |          |